# ペースメーカー (映画)
『ペースメーカー』(原題:페이스 메이커)は、2012年に公開された韓国の映画である。

## 概要
『ペースメーカー』は、ミュージカルの演出をしてきたキム・ダルジュンによる映画監督デビュー作であり、ペースメーカーの役割を担う男が、はじめてフルマラソン完走をめざす姿を描くヒューマンドラマである。
ペースメーカーの役割を担う男チュ・マノ役を、メソッド演技の第一人者キム・ミョンミンが演じている。本作の役柄にあわせて、減量や入れ歯をいれるなどしている。マラソンの代表監督パク役をアン・ソンギが、韓国代表の有望株ユンギ役をチェ・テジュンが、棒高跳びの韓国代表ユ・ジウォン役をコ・アラがそれぞれ演じている。
第49回大鐘賞映画祭の主演男優賞にキム・ミョンミンが、新人女優賞にコ・アラが、新人監督賞にキム・ダルジュンがそれぞれノミネートされた。

## キャスト
チュ・マノ
演 - キム・ミョンミン : ペースメーカーの役割を担う男。幼馴染みのチョンスが経営しているチキン店に居候している。
パク監督
演 - アン・ソンギ : マラソンの代表監督。
チョンス
演 - チョ・ヒボン : チキン店のオーナー。マノの幼馴染み。
ユンギ
演 - チェ・テジュン : 韓国代表の成長株。マノがペースメーカーを担当する。
ユ・ジウォン
演 - コ・アラ - 棒高跳びの韓国代表。ややもすると美貌だけが注目されがち。